# Narinder Singh Kapany
Narinder Singh Kapany (Moga, 31 de outubro de 1927 – 4 de dezembro de 2020) foi um físico indiano, conhecido como o inventor da fibra óptica.
Nascido na cidade de Moga, no estado do Punjab, Kapany graduou-se na Agra University em Dehradun, completou seus estudos avançados em óptica no Imperial College of Science and Technology de Londres, recebeu seu Ph.D. na University of London em 1955 e vive nos Estados Unidos desde a metade dos anos 1960.
Em 1952, com base nos estudos efetuados pelo físico inglês John Tyndall de que a luz poderia descrever uma trajetória curva dentro de um material (no experimento de Tyndall esse material era a água), Kapany pôde concluir suas experiências que o levaram à invenção da fibra óptica.
Em 1953,  enquanto trabalhava com Harold Hopkins, conseguiu transmitir imagens de alta qualidade através de feixes de fibras pela primeira vez.  O termo "fibra óptica" apareceu em um artigo de 1960 para a Scientific American, explicando que quando a luz é direcionada para uma extremidade de uma fibra de vidro, ela emergirá na outra extremidade e feixes dessas fibras podem ser usados para conduzir imagens. Com isso, a inovação ajudou a estabelecer um componente fundamental da era da internet.
A fibra óptica é um excelente meio de transmissão utilizado em sistemas que exigem alta largura de banda, tais como: o sistema telefônico, videoconferência, redes locais (LANs), etc.
Há basicamente duas vantagens das fibras ópticas em relação aos cabos metálicos: A fibra óptica é totalmente imune a interferências eletromagnéticas, o que significa que os dados não serão corrompidos durante a transmissão. Outra vantagem é que a fibra óptica não conduz corrente elétrica, logo não haverá problemas com eletricidade, como problemas de diferença de potencial elétrico ou problemas com raios.
O princípio fundamental que rege o funcionamento das fibras ópticas é o fenômeno físico denominado reflexão total da luz. Para que haja a reflexão total, a luz deve sair de um meio mais refringente para um meio menos refringente, e o ângulo de incidência deve ser igual ou maior do que o ângulo limite (também chamado ângulo de Brewster).
Morreu em 4 de dezembro de 2020.